# Louis Wallef
Louis Wallef (Eigenbrakel, 13 september 1901 - Brussel, 23 augustus 1971) was een Belgisch bedrijfsleider en bestuurder.

## Biografie
Louis Wallef behaalde de diploma's van burgerlijk mijnbouwkundig ingenieur en licentiaat in de thomistische wijsbegeerte aan de Université catholique de Louvain. In 1926 vertrok hij naar Katanga in Belgisch-Congo, waar hij aan de slag ging bij Union Minière. Hij werkte zich op binnen de hiërarchie van het bedrijf en werd in 1946 directeur-generaal van Union-Minière in Afrika. Vijf jaar later werd hij directeur voor het bedrijf in Brussel, maar later keerde hij terug naar Katanga als vertegenwoordiger voor de raad van bestuur. In 1957 werd hij bestuurder-directeur in Brussel, wat het einde van zijn carrière in Afrika betekende.
In 1958 werd hij tevens lid van het directiecomité van de Generale Maatschappij. In mei 1963 werd hij gedelegeerd bestuurder en in mei 1965 voorzitter van de raad van bestuur van Union-Minière. Naast zijn carrière bij Union-Minière bekleedde hij nog verschillende mandaten. Zo was hij voorzitter van de Compagnie du Congo pour le Commerce et l'Industrie en de Compagnie Financière du Katanga en bestuurder van Metallurgie Hoboken-Overpelt, de Société générale de minerais, Sibeka, Sidmar, de Compagnie royale asturienne des Mines, Cockerill-Ougrée-Providence en CFE. Hij was ook voorzitter van het Comité Intérieur Colonial.